# Association française du cinéma d'animation
Pour les articles homonymes, voir AFCA (homonymie).
L'Association française du cinéma d’animation (AFCA ou Afca) est une association loi de 1901 fondée en 1971 qui soutient le cinéma d'animation.

## Histoire

### Au commencement
Au début des années 1950, André Martin et Michel Boschet, lancent les Journées du cinéma, une manifestation qui a lieu dans plusieurs villes de France et promeut notamment le cinéma d'animation .
De cette initiative naissent les Journées internationales du film de court métrage de Tours (1955-1972) puis la Journée mondiale du cinéma d'animation à Cannes en 1956 et 1958. Enfin le Festival international du film d'animation d'Annecy en 1960.
L’Aca (Association des artistes et amis du cinéma d’animation) est créée en 1957.

### AFCA
Le Centre national du cinéma et de l'image animée (CNC) apporte son soutien à l'Afca pour la diffusion d'animation.
L'AFCA organise donc des projections régulières de films d’animation à Paris, dans le cadre de  « l’animathèque », crée en 1975, elle était mensuelle (en dehors des vacances d'été jusqu'à 2006, puis est devenue plus irrégulière).
Le festival national du film d'animation était organisé tous les 2 ans, autrefois à Auch (dans le Gers) au printemps. Depuis décembre 2010 ce festival est devenu annuel et se déroule à Bruz puis à Rennes. Dans le cadre de ce festival, l'AFCA a créé en 1977 le Prix Émile-Reynaud, récompensant un court métrage français.
L'AFCA coordonne également la Fête du cinéma d’animation, 15 jours de manifestations se déroulant chaque année, fin octobre, partout en France depuis 2001, elle est clôturée par la « Journée mondiale du cinéma d’animation », organisée par l'Asifa depuis 2002, qui se déroule sur de nombreux pays autour du monde, pour l’anniversaire de la projection du théâtre optique d'Émile Reynaud au Musée Grévin, à Paris, le 28 octobre 1892,.
L’Afca compte aujourd’hui plus de 250 membres (professionnels, étudiants et amateurs de cinéma d’animation) et elle représente également l’Association internationale du film d'animation (Asifa) en France, par le biais du groupe « Afca-Asifa France ».

## Conseil d'Administration
- Les présidents de l'AFCA :

- Lionel Charpy
- Denis Walgenwitz

## Sources